# Course en ligne masculine des juniors aux championnats du monde de cyclisme sur route 2017
Navigation
2016 2018
La course en ligne masculine des juniors aux championnats du monde de cyclisme sur route 2017 a lieu sur 135,5 kilomètres le 23 septembre 2017 à Bergen, en Norvège.

## Système de qualification
Selon le système de qualification fixé par le comité directeur de l'Union cycliste internationale :
- « Les nations classées de la 1re à la 10e place au classement de la Coupe des Nations Juniors UCI au 15 août 2017 bénéficient de 6 partants.
- Les nations classées de la 11e à la 15e place bénéficient de 5 partants.
- Les nations classées de la 16e à la 20e place bénéficient de 4 partants.
- Les autres nations et les nations non classées bénéficient de 3 partants.

[...] Le champion du monde, le champion olympique et les champions continentaux en titre peuvent participer en 
sus du quota alloué à leur nation respective au travers du présent système de qualification. »
En application de ces critères, les quotas suivant sont attribués :
- 6 coureurs : Norvège, France, Italie, Belgique, Allemagne, Danemark, Pays-Bas, États-Unis, Kazakhstan, République tchèque ;
- 5 coureurs : Mexique, Autriche, Grande-Bretagne, Suisse, Slovénie ;
- 4 coureurs : Pologne, Nouvelle-Zélande, Canada, Slovaquie, Russie.
- 3 coureurs : toute autre nation.

Hamza Mansouri, champion d’Afrique, Sebastian Berwick, champion d'Océanie, Michele Gazzoli, champion d’Europe, Daniil Marukhin, champion d'Asie et Leonardo Finkler, champion panaméricain, sont qualifiés en plus du quota attribué à leur nation.

## Classement
| Rang                      | Coureur          | Pays        | Temps           |
| ------------------------- | ---------------- | ----------- | --------------- |
| Médaille d'or, monde      | Julius Johansen  | Danemark    | 3 h 10 min 48 s |
| Médaille d'argent, monde  | Luca Rastelli    | Italie      | + 51 s          |
| Médaille de bronze, monde | Michele Gazzoli  | Italie      | + 51 s          |
| 4                         | Niklas Märkl     | Allemagne   | + 51 s          |
| 5                         | Jake Stewart     | Royaume-Uni | + 51 s          |
| 6                         | Florian Kierner  | Autriche    | + 51 s          |
| 7                         | Filippo Zana     | Italie      | + 51 s          |
| 8                         | Olav Hjemsaeter  | Norvège     | + 51 s          |
| 9                         | Yevgeniy Fedorov | Kazakhstan  | + 51 s          |
| 10                        | Jacob Hindsgaul  | Danemark    | + 51 s          |